# All or Nothing (docu-serie sportiva)
All or Nothing è una serie di documentari sportivi distribuiti sulla piattaforma Amazon Prime Video. Prodotto da Amazon Studios in collaborazione con la NFL Films, ogni stagione segue un club sportivo professionistico o una squadra nazionale. Debuttando nel 2016 con All or Nothing: A Season with the Arizona Cardinals, la serie segue le operazioni, gli allenamenti e le competizioni di squadre, giocatori e allenatori. Altre squadre seguite sono Dallas Cowboys, Carolina Panthers, Philadelphia Eagles, Los Angeles Rams, la squadra nazionale di rugby della Nuova Zelanda, Manchester City, Tottenham Hotspur e Juventus.

## Stagioni

### Football americano

#### National Football League
- All or Nothing: una stagione con gli Arizona Cardinals (2016)
- All or Nothing: una stagione con i Los Angeles Rams (2017)
- All or Nothing: una stagione con i Dallas Cowboys (2018)
- All or Nothing: una stagione con i Carolina Panthers (2019)
- All or Nothing: una stagione con i Philadelphia Eagles (2020)

#### Football universitario
- All or Nothing: The Michigan Wolverines (2018)

### Calcio
LaLiga
- All or nothing: Barcellona (2023)

#### Premier League
- All or Nothing: Manchester City (2018)
- All or Nothing: Tottenham Hotspur (2020)
- Tutto o niente: Arsenal (2022)

#### Serie A
- All or Nothing: Juventus (2021)

#### Squadre Nazionali
- Tutto o Niente: La Nazionale Brasiliana (2020)

### Rugby a 15
- All or Nothing: New Zealand All Blacks (2018)

### Hockey su ghiaccio
- All or Nothing: Toronto Maple Leafs (2021)